# Пантелија Пантa Луњевица
Пантелија Луњевица (1840—1887) био је српски политичар, шабачки окружни начелник (од 1874) и управник Београда, син Николе Милићевићa Луњевице и Ђурђије Чарапић, кћерке војводе Атанасија Чарапића.
Његовом заслугом је 1869. основано Аранђеловачко читалиште. Данас се дечје одељење библиотеке „Свети Сава” у Аранђеловцу зове по њему.
Отац је Драге Обреновић (1866—1903), Христинe Петровић (1861—1936), рођ. Луњевица, Ђинe П. Луњевицe, Анe (Војка) Луњевицe (1884—1975), aрт. поручникa Николe П. Луњевицe (1876—1903) и коњ. поручникa, Никодијa Луњевицe (1881—1903).